# Stromunfall

Maßnahmen am Unfallort bei Niederspannungsunfällen

Als Stromunfall, Elektrounfall, auch elektrischer Schlag oder Stromschlag wird eine Verletzung durch die Einwirkung elektrischen Stromes auf den Menschen oder auf Tiere bezeichnet.
Typische Folgen von Stromunfällen sind chemisch-thermische Gewebeschäden (Verbrennungen), neurologische Effekte, Muskelreizungen (z. B. Muskelverkrampfungen, tetanische Muskelkontraktionen) oder Muskellähmungen. Letztere wiederum können unter anderem zu lebensbedrohlichen Herzrhythmusstörungen wie etwa Herzkammerflimmern sowie Herzstillstand und Kreislaufstillstand oder Atemlähmung mit tödlichem Ausgang führen. Nicht zu unterschätzen sind auch indirekt verursachte Unfälle wie Stürze mit erheblichen Folgen.
Der menschliche Körperwiderstand beträgt überschlägig 700 bis 1000 Ohm. Bei Berührung der beiden Pole einer Spannungsquelle mit nackter Haut kann bereits bei 50 Volt ein lebensgefährlicher Strom von 50 mA (Milliampere) fließen.
Häufige Ursachen für Stromunfälle sind: Kontakt der stromführenden Teile mit Wasser, fehlerhafte Verkabelungen, Versuche elektrische Geräte selbst zu reparieren, Kabel ohne Isolierung und beschädigte Stecker.
Das Ausmaß der Verletzungen bei einem Elektrounfall hängt von Stromstärke und Einwirkdauer ab.

Die Stromstärke ist abhängig von Spannung und Übergangswiderständen zum Körper:
- Die Spannung einer 12-Volt Batterie lässt sich auch bei direkter Berührung beider Pole mit den Fingern in der Regel nicht spüren. Dagegen kann alleine die Annäherung an einen Hochspannungsleiter mit 30.000 Volt zu einem Spannungsüberschlag mit Lichtbogen und hohem Stromfluss führen.
- Der Übergangswiderstand ergibt sich aus der Art der beiden Kontaktflächen (Hautdicke und -feuchtigkeit, Kleidung/ Schuhe, Fußbodenbelag oder feuchte Erde).

Die Einwirkdauer einer elektrostatischen Entladung von 30.000 Volt durch das Anfassen eines metallischen Handlaufs nach dem Gehen auf Teppichboden ist extrem kurz, da die Ladungsenergie sehr gering ist. Hingegen können bereits geringe Spannungen und Ströme ab 10 mA zu einer langen Einwirkdauer führen, wenn der Stromfluss einen Muskelkrampf bewirkt, der das Loslassen des stromführenden Teils unmöglich macht.
Allgemeine Einflussfaktoren auf die Auswirkungen eines Stromunfalls:
1. Stromstärke pro Fläche (Stromdichte), ergibt sich durch
  - Spannung (beim Stromfluss von einem zum anderen Fuß die Schrittspannung),
  - Übergangswiderstände zum Körper,[3]
  - Körperwiderstand
  - Größe der Berührungsflächen (bei Kontakt ohne Spannungsüberschlag),
2. Art des Stroms (Gleichstrom, Wechselstrom) sowie bei pulsierendem Gleichstrom oder Wechselstrom die Frequenz
3. Gesundheitszustand bzw. Alter der Person und gegebenenfalls vorhandene medizinische Implantate
4. Stromweg über den Körper (z. B. Hand zu Hand; Hand zu Fuß, links, rechts)
5. Einwirkdauer des elektrischen Stroms.

Warnzeichen W012 nach ISO 7010: Warnung vor elektrischer Spannung

## Grundlagen
Damit elektrischer Strom fließen kann, wird stets ein geschlossener Stromkreis benötigt. Bei Niederspannung ist dazu der direkte Kontakt mit beiden Polen der Spannungsquelle erforderlich. Wenn ein Verbraucher (wie etwa ein Elektromotor) nur an einen Draht und somit nur an einen einzigen elektrischen Pol angeschlossen ist, ist der Stromkreis nicht geschlossen und der Verbraucher arbeitet nicht, denn es kann zu keinem Stromfluss kommen.
Berührt eine Person beide Leitungen einer Spannungsquelle gleichzeitig, schließt sich der Stromkreis, wodurch über den Betroffenen Strom fließt. Beim Sonderfall eines IT-Systemes kann eine einzelne Leitung berührt werden, ohne dass ein Stromfluss erfolgt. Weitaus häufiger allerdings ist bei Stromnetzen ein Leiter geerdet, wodurch schon im Niederspannungsbereich bereits der Kontakt mit einem einzelnen Leiter, je nach den Erdungsverhältnissen, zum Stromschlag führen kann. Abhängig vom jeweiligen Erdungssystem des Haushaltsstromes (wie etwa TT-System bzw. TN-System) dürfen bei korrekter Installation der Neutralleiter und der Schutzleiter gefahrlos berührt werden, die gegen Erde Spannung führenden Außenleiter (Phase) jedoch nicht. Kommt es dennoch zu einem alleinigen Kontakt mit der Phase, also ohne Beteiligung des Schutzleiters oder Neutralleiters, fließt entweder ein gefährlicher Strom über den menschlichen Körper über die Erde bzw. geerdete Gegenstände oder bei isoliertem Standort fließt ein geringerer Strom, der aber auch gefährlich sein kann, über den Körper.
Im Hochspannungsbereich besteht hingegen besondere Gefahr, da Lichtbögen bereits bei der Annäherung, also ohne direkte Berührung eines Leiters, zünden können und somit der unbeabsichtigte Stromfluss viel schneller zustande kommt, als dies bei Niederspannung der Fall wäre. Hierbei ist die Distanz, unterhalb der der Durchschlag geschieht, von der Höhe der Spannung sowie von den Umgebungsbedingungen abhängig. In der Luft sind diese Bedingungen unter anderem Luftdruck und -feuchtigkeit.
Bei elektrostatischen Entladungen kommt es wegen oft großen Potentialdifferenzen zu einem Ladungsausgleich unterschiedlich geladener Objekte. Kleinere, im Haushalt auftretenden elektrostatischen Entladungen sind für den gesunden Menschen gewöhnlich harmlos, ausgeprägtere Erscheinungen wie etwa Blitze können aber Menschen verletzen oder töten. Da auch hier Hochspannung entsteht, genügt ebenfalls eine Annäherung für die Bildung von Funken.

## Unterteilung
Je nach Eintrittsort des Stromes lassen sich zwei Unterkategorien unterscheiden:

### Makroschock
Diese Art bezeichnet den am häufigsten vorkommenden Stromunfall im eigentlichen Sinne. Hierbei fließt der Strom über die Körperoberfläche durch die intakte Haut. Da der Hautwiderstand den größten Teil des Körperwiderstandes ausmacht, fließen bei gleicher einwirkender Spannung viel geringere Ströme als bei einem sogenannten Mikroschock.

### Mikroschock
Bei dieser Art findet der Stromfluss direkt im Körperinneren statt. Diese Situation tritt etwa dann auf, wenn Krankenhauspatienten implantierte Elektroden unterhalb der Haut haben. Durch den deutlich geringeren Widerstand können bereits sehr kleine Spannungen zu gefährlichen Stromstärken führen. Außerdem kann durch die Inhomogenitäten des elektrischen Widerstandes im Körper eine Bündelung des Stromes zum Beispiel entlang der niederohmigen Blutgefäße auftreten und damit das Herz oder andere empfindliche Teile des Körpers besonders hohen Stromdichten ausgesetzt werden, was leicht zu tödlichen Folgen wie Herzkammerflimmern führen kann.

## Einflussfaktoren

### Weg, Stromart und -stärke
Entscheidend für die Auswirkungen des elektrischen Stromes ist vor allem gemeinsam mit der Einwirkdauer die Stromdichte, also Stromstärke pro Fläche, durch den Körper bzw. einzelner Gewebe und Organe sowie die dadurch entstehende Wärmeentwicklung. Je kleiner die durchströmte Fläche, desto geringer muss die Stromstärke oder kürzer die Einwirkdauer sein, damit keine Schäden auftreten. Diese Umstände sind auch für das Maß und Auftreten von Verbrennungen wesentlich, die die Joule’sche Wärme verursachen kann. So besteht die Möglichkeit, dass nach einem tödlichen Stromunfall bei großer Kontaktfläche und geringem Hautwiderstand, vor allem bei Niederspannungsunfällen, keine (äußerlichen) Strommarken an der Körperoberfläche sichtbar sind.
Sämtliche und folgende Angaben über die Höhe der Stromstärken sind nur dann gültig, wenn sich der Strom über die Hand und Haut im Körper verteilt. Wenn etwa Elektroden unterhalb der Haut implantiert sind, sinkt der Widerstand massiv ab, wodurch empfindliche Organe bereits durch viel geringere Stromstärken geschädigt werden können und schon Kriechströme eine erhebliche Gefahr darstellen. Ist der Herzmuskel direkt vom Stromfluss betroffen, genügen bereits 0,02 mA oder sogar 0,01 mA, also 10 µA, (bei einer Kontaktfläche von 1,2 bis 3,1 mm²) für Herzkammerflimmern. Auch nasse bzw. feuchte Haut senkt den Widerstand, wodurch mehr Strom ins Körperinnere gelangt als bei trockener. Für Frauen und Kinder gelten teilweise noch niedrigere Stromstärken. Träger von medizinischen Implantaten bzw. Schrittmachern sind noch mehr gefährdet. Zusätzlich variieren die Werte stark je nach Einwirkdauer, Weg des Stromes, Frequenz, durchströmter Fläche, Körperwiderstand, Gesundheitszustand bzw. Alter, Studie und Literatur. Ein kürzerer Weg des Stromes, eine größere Fläche (kleinerer Widerstand -> mehr Strom) oder kleinere Fläche (höherer Widerstand -> höhere Stromdichte und dadurch stärkere Erwärmung und Nervenreizung/Schmerzen) oder ein geringerer Gesamt-Körperwiderstand kann geringere Stromstärken als die angegebenen lebensgefährlich machen.
Der Wert für die Stromstärke, die in den Körper gelangt, ergibt sich hauptsächlich aus Spannung und (Körper-)Widerstand.

#### Wechselstrom
Wechselstrom ist deutlich gefährlicher als Gleichstrom, je nach Literatur um das Vier- bis Fünffache.
Die Wahrnehmungsschwelle für elektrischen Strom ist individuell sehr unterschiedlich und liegt bei einer Kontaktfläche von 3 cm² und einer Frequenz von 50 Hz zwischen 10 Mikroampere und 4 Milliampere, wobei Frauen und Kinder unter 12 Jahren empfindlicher sind als Männer.
Das durchschnittliche Kind kann die Stromquelle noch zwischen 3 mA und 5 mA loslassen, der durchschnittliche Erwachsene noch zwischen 6 mA und 9 mA, wobei bei Frauen 6 mA, bei Männern 9 mA angesetzt werden. An der Skelettmuskulatur werden durch niederfrequenten Wechselstrom schon ab einer Stärke von 10 mA, manchmal sogar bereits ab 8 mA (sog. Loslassschwelle, Gefährlichkeitsbereich AC3 beginnt) Kontraktionen ausgelöst, die aufgrund der stärkeren Ausbildung der Beugemuskeln (Flexoren) gegenüber den Streckmuskeln zu einem „Festhalten“ an den unter Spannung stehenden Teilen und damit zu einer längeren Einwirkzeit führen können. Bereits diese Stromstärke kann für Kinder tödlich sein. Herzrhythmusstörungen sind bereits bei Stromstärken von 25 mA möglich. Ab 30 mA bis 50 mA kann im Bereich des Brustkorbs eine Kontraktur, das heißt Anspannung der Atemmuskulatur und des Zwerchfells, auftreten und damit ein Atemstillstand für die Dauer des Stromflusses. Dieser kann auch erfolgen, wenn der Stromfluss das Atemzentrum im Hirnstamm in Mitleidenschaft zieht (z. B. typisch bei einem Blitzunfall mit Kopfdurchströmung).

Wechselstrom mit 50 Hz kann, abhängig vom Wirkungsbereich, bei einer Stromstärke ab ca. 50 mA und bei einer Einwirkdauer länger als einer Sekunde zu Herzkammerflimmern führen. Dabei ist der Stromweg maßgeblich mitentscheidend: fließt Strom im Bereich Brust-Rücken oder Brust-linke Hand, ist Herzkammerflimmern bereits bei 27 mA möglich. Wird Hand Richtung Fuß durchströmt, kann ab 40 mA mit Herzkammerflimmern gerechnet werden.
Im Bereich von 50 mA bis 80 mA kann Bewusstlosigkeit und Kreislaufstillstand auftreten, bei über 80 mA Bewusstlosigkeit und Atemstillstand. Ab 100 mA können deutliche Verbrennungen auftreten. Noch höhere Stromstärken ab etwa 10 A führen zur Asystolie und noch stärkeren Verbrennungen der Haut sowie inneren Verbrennungen und Muskelverkochung.
Zu beachten ist, dass die maximal zulässige Berührungsspannung sich daher nach dem Stromweg und der Stromstärke richtet und in einigen besonderen Fällen deutlich kleiner sein muss als in allgemeinen Normen festgelegt. So reichen, bei einem Stromweg von der linken Hand zu beiden Füßen, bereits 36 mA bis 42 mA um in etwa zwei bis zehn Sekunden Herzkammerflimmern auszulösen. Daher können die erforderlichen Grenzwerte je nach Norm und Anwendung unterschiedlich ausfallen.

#### Gleichstrom
Die Wahrnehmbarkeitsschwelle bei Gleichstrom liegt bei etwa 2 mA.
Je nach Einwirkdauer sind Stromstärken ab etwa 90 mA bis 150 mA gefährlich. Ältere Quellen bzw. Studien nennen Stromstärken ab 20 mA bis 25 mA.
Stromstärken, die etwa 20 mA überschreiten, können bereits die Erregungsausbreitung des Herzens negativ beeinträchtigen.
Bei Unfällen mit Gleichstrom sind Stromstärken ab 130 mA nötig, um tödliche Verletzungsfolgen wie Herzkammerflimmern herbeizuführen.
Ab 300 mA ist mit Bewusstlosigkeit zu rechnen.

### Frequenz
Wechselstrom und pulsierender Gleichstrom (auch Mischstrom genannt) besitzen eine Frequenz. Meistens bezieht sich die Angabe jedoch auf Wechselstrom.
Zusätzlich liegen haushaltsübliche Netzfrequenzen in jenem Bereich, die Stimulationsreize auf Herz und Nerven ausüben.
Besonders leicht zu erregen und somit gefährlich für Nerven sind Wechselspannungen mit Frequenzen zwischen 10 Hz und 500 Hz, für den Herzmuskel 30 Hz bis 150 Hz.
Bei der in Europa üblichen Frequenz von 50 Hertz wirkt der Wechselstrom mit 100 Impulsen (Halbwelle) pro Sekunde auf den Herzmuskel ein, wobei hier die etwa 15 bis 20 % der Gesamtperiode eines Herzschlages andauernde „vulnerable Phase“ als kritisch gilt. Da das Herz aber eine Refraktärphase von etwa 300 ms besitzt, antwortet der Herzmuskel nicht wie häufig in der Literatur fälschlich dargestellt mit 100 Schlägen pro Sekunde, sondern mit etwa 3 bis 5 Schlägen pro Sekunde, was einer Herzfrequenz von ca. 200 bis 300 bpm (Kammerflimmern) entspricht.
Skelettmuskeln, die schnell kontrahieren (weiße Faser), reagieren auf Frequenzen im Bereich von 50 bis 70 Hz, langsamer kontrahierende Muskeln (rote Fasern) besser auf Frequenzen von 30 Hz. Im Bereich von 10 bis 20 Hz werden Einzelkontraktionen noch wahrgenommen, darüber erfolgt eine Dauerkontraktion. Beträgt die Frequenz über 100 Hz, lässt diese langsam nach.
Je nach Nerventyp gibt es unterschiedliche Schwellen für die Reizung. Bei markhaltigen motorischen Nerven tritt die erregende Wirkung am besten bei 50-100 Hz auf, bei marklosen C-Fasern bei 1–10 Hz.
Bei niedrigen Frequenzen bis ungefähr 5 kHz leitet hauptsächlich das extrazelluläre Volumen der betroffenen Gewebe, da die Zellmembranen elektrophysiologisch betrachtet Kondensatoren mit hohem Widerstand sind. Mit steigender Frequenz sinkt der Widerstand, wodurch bei hohen Frequenzen über 1 MHz das gesamte Volumen als Leiter dient.
Hochfrequenz ab etwa 100 kHz führt nur noch bei sehr hohen Strömen zu einer spürbaren Nervenreizung, da die in jenen herrschende Ionenleitung den schnellen Polaritätswechseln immer weniger folgen kann. Die von Spannung, Stromstärke und Zeit abhängigen Leistungen und Energien können aber unabhängig von der Reizwirkung zu thermischen Schädigungen führen und werden z. B. bei der HF-Chirurgie gezielt eingesetzt um Blutungen zu stoppen.
Eine Studie von Walcott et Al. hat u. a. gezeigt dass pulsierende Gleichströme potenziell gefährlicher sind als sinusförmiger Wechselstrom, da hier die einzelnen Impulse kürzer sein können als die Periodendauer und somit die Herzmuskelzellen effektiver reizen. Je nach Taktfrequenz und mittlerer Stromstärke kann die Gefahr für Kammerflimmern bis zu neun Mal höher liegen, als bei dem gleichen 50 Hz Wechselstrom Effektivwert.
Pulsierende Gleichströme mit Frequenzen bis 30 Hz können schon ab 3,3 mA mit der gleichen Wahrscheinlichkeit zu Kammerflimmern führen wie ein Wechselstrom mit einer Frequenz von 50/60 Hz und einer Stromstärke von 30 mA (RMS).

### Spannung
Obwohl die Auswirkungen eines Stromunfalls, wie erwähnt, von der Stromstärke pro Körperfläche sowie der Einwirkdauer abhängig sind, wird vor allem aufgrund des Ohm’schen Gesetzes meistens die Spannung als Hinweis auf mögliche Gefahren verwendet. Außerdem kann Hochspannung bereits bei der kontaktlosen Annäherung an nicht isolierte Leitungen zum Spannungsüberschlag mit der Bildung von Lichtbögen oder bei nicht ausreichender oder beschädigter Isolation bei Stromkabel zum Spannungsdurchschlag führen. Somit dient die Angabe über die Höhe der Spannung auch dazu, die bei Hochspannung erforderlichen Sicherheitsabstände zu Freileitungen einzuhalten, die sich mit steigender Spannung vergrößern.
Der konkrete Wert des den Körper durchfließenden elektrischen Stromes ergibt sich demnach aus der Spannung und dem Körperwiderstand (bei Wechselspannung zusätzlich noch der Frequenz), den der menschliche bzw. tierische Körper bildet. Dieser ist nicht konstant und von verschiedenen Parametern abhängig. In der Praxis handelt es sich bei den Gefahrenquellen meist um Spannungsquellen. Je höher die Spannung (und Frequenz) oder je geringer der Widerstand ist, desto mehr Strom fließt durch den Körper. Üblicherweise wird deshalb die Höhe der elektrischen Spannung als Kriterium für die Klassifizierung der Gefährlichkeit benutzt, da der Körperwiderstand sich in bestimmten bekannten Bereichen bewegt.
So würden beispielsweise bei einer Spannung von 230 Volt bei einem Körperwiderstand von 1000 Ohm 230 Milliampere in den Körper gelangen. Diese Berechnung setzt allerdings voraus, dass die Spannungsquelle bei nahezu gleichbleibender Ausgangsspannung auch ausreichend viel Strom liefert und somit zeitlich unbegrenzt die benötigte elektrische Leistung bereitstellen kann. Wenn die Stromstärke begrenzt ist – etwa durch den Innenwiderstand der Spannungsquelle –, könnte auch bei höherer oder hoher Spannung, selbst bei extrem niedrigem Lastwiderstand (langfristig) kein Strom von 230 Milliampere fließen, da die Ausgangsspannung der Spannungsquelle zusammenbricht. Viele kleine elektrostatische Generatoren, die oft für Demonstrationszwecke verwendet werden, können zum Beispiel hohe Leerlaufspannungen (200 kV) erzeugen, aber (je nach Bauart) nur kurz einen Strom durch den Körper abgeben und sind somit oft, auch bei geringem (Haut-)Widerstand, für gesunde und nicht mit medizinischen Implantaten versehene Personen harmlos.
Aus der Spannungsangabe alleine ist daher noch keine Aussage über die Gefährlichkeit möglich, wenn andere Parameter unbekannt sind. Allerdings werden bei Stromleitungen, die zur Energieübertragung dienen, aufgrund der kontinuierlich hohen Leistung zusätzlich zu höheren Spannungen fast immer auch hohe Ströme zur Übertragung verwendet, was somit eine lebensbedrohliche Kombination für einen Stromunfall darstellt.
Folgende Angaben bezüglich der Gefährlichkeit der Spannung gelten daher nur, wenn die Spannungsquelle den sich durch den Widerstand gegebenen Strom auch kontinuierlich liefern kann und zusätzlich der Strom über den Hautwiderstand bzw. Körperwiderstand fließt. Sind andere Teile des Körpers in Berührung, wie etwa die Zunge, gelten die Angaben über die Höhe der Spannung nicht. Dabei vergrößert sich das Ausmaß der Auswirkungen mit steigender Spannung (bei gleichem Körperwiderstand), da dadurch ein höherer Strom durch den Körper fließt.

#### Zulässige Berührungsspannung
In Deutschland darf die maximale Berührungsspannung laut Verband der Elektrotechnik, Elektronik und Informationstechnik 50 V Wechselspannung oder 120 Volt Gleichspannung nicht übersteigen. In Österreich darf die maximale Berührungsspannung laut Österreichischem Verband für Elektrotechnik 50V Wechselspannung oder 90 Volt Gleichspannung nicht übersteigen.
Für elektrische Anlagen von landwirtschaftlichen und gartenbaulichen Betriebsstätten (z. B. Räumen für Nutztiere), im Bereich von Räumen mit Badewanne oder Dusche und in der Medizintechnik ist die Berührungsspannung auf maximal 25 V Wechselspannung oder 60 V Gleichspannung festgelegt. Im Bereich 0 von Räumen mit Badewanne oder Dusche darf die Berührungsspannung maximal 12 V Wechselspannung oder 30 V Gleichspannung betragen. Bei Kinderspielzeug darf die Nennspannung höchstens 24 V Gleichspannung oder die entsprechende Wechselspannung betragen und der Transformator für die Schutzkleinspannung darf keinen Bestandteil des Spielzeugs bilden.

#### Niederspannung
Bei Niederspannung führt Wechselstrom zu stärker ausgeprägten Schäden als Gleichstrom, bei Hochspannung ist dies umgekehrt. Die Grenze zwischen Hoch- und Niederspannung liegt in der Elektrotechnik bei 1000 Volt Wechselspannung oder 1500 Volt Gleichspannung, für den klinischen Alltag wird aus praktischen Gründen jedoch oft ein Grenzwert von 500 Volt herangezogen. Damit zählen Elektrounfälle, zum Beispiel im U-Bahn-Bereich (dortige Nennspannung im Allgemeinen 750 V), zu den Hochspannungsunfällen, da sich diese klinisch von den Unfallfolgen durch Haushaltsstrom unterscheiden. Dabei wird allerdings oft vorausgesetzt, dass die Stromeinwirkung einige 100 ms lang dauert.

#### Hochspannung
Ein Unfall mit Hochspannung bewirkt hauptsächlich eine thermische Schädigung des Gewebes, also eine Verbrennung. Die wirkenden Stromstärken liegen meist sehr viel höher als bei Niederspannungsunfällen und zugleich treten sehr heiße Störlichtbögen auf, die unter Umständen den menschlichen Körper überbrücken können. Beispielsweise führt eine Annäherung an eine Hochspannungsleitung mit 30 kV, wie sie im Bereich von Mittelspannungsnetzen üblich sind, zu einem Lichtbogen und bei einem angenommenen Körperwiderstand von 500 Ω fließt kurzzeitig ein Strom von etwa 60 A durch den Körper. Dabei tritt eine thermische Leistung von rund 1,8 MW auf. Zusätzlich kann auch noch eine Gleitentladung auftreten, welche einen Kurzschlussstrom von mehreren kA liefert. Bei einer angenommenen Einwirkdauer von 90 ms entspricht das einer Energie von 160 kJ bis 5 MJ. Durch die hohen Energien und Momentanleistungen kommt es zu einer fast schlagartigen Verdampfung von wasserhaltigem Gewebe im Bereich des Stromeintritts- bzw. Stromaustrittspunktes. Dabei treten an den Ein- und Austrittstellen sogenannte Strommarken im Gewebe auf.
Bei hochspannungsführenden Leitern bildet sich bereits bei Annäherung, d. h. noch vor der direkten Berührung, ein Störlichtbogen, so dass es oft nicht zum krampfbedingten Festhalten am Leiter kommt. Der Störlichtbogen kann von einer starken Lichtwirkung (Blitz) und lautem Knall durch die thermische Expansion der Luft im Blitzkanal begleitet sein. Zur Unfallvermeidung sind bei Arbeiten in der Umgebung von hochspannungsführenden Teilen die vorgesehenen Sicherheitsabstände einzuhalten und die Sicherheitsregeln zum „Arbeiten unter Spannung“ zu beachten.
Wenn die betroffene Person durch den elektrischen Schlag niederstürzt, wird der Strom durch den Körper oft unterbrochen. Bei Hochspannungen der Energieversorgungsnetze ab etwa 100 kV ist der Stromfluss bei Annäherung so hoch, dass ein elektrischer Kurzschluss entsteht und möglicherweise der Netzschutz anspricht. Dabei besteht bei Freileitungen die Besonderheit, dass im Rahmen der üblichen automatischen Wiedereinschaltung nach einigen Sekunden die Leitung wieder unter Spannung gesetzt wird.
Trotz teilweise kürzerer Einwirkzeiten besteht bei Hochspannungsunfällen für Unfallopfer eine geringere Wahrscheinlichkeit zu überleben als bei Niederspannungsunfällen.

### Widerstand
Für den Körper-Gesamtwiderstand sind der Übergangswiderstand (elektrischer Widerstand) an der Stromeintrittstelle der Haut, die Haut selbst, der Körperwiderstand (der Widerstand, den die einzelnen Körpergewebe für sich und in ihrer Gesamtheit dem Stromfluss entgegensetzen) und der Übergangswiderstand an der Austrittsstelle entscheidend. Letzterer wird oft maßgeblich durch die Beschaffenheit der Standfläche (Bodenverhältnisse) und das getragene Schuhwerk bestimmt.
Der Richtwert für den Hautwiderstand ist sehr variabel und hängt sowohl vom Stromweg als auch von der Beschaffenheit ab, dieser liegt im Bereich von unter 100 Ω bis weit über 1000 Ω. Der Körperwiderstand sowie jener der Muskulatur beträgt etwa 1000 Ω. Für einen Erwachsenen und einen Stromweg zum Beispiel von der rechten Hand zum linken oder rechten Fuß werden Werte zwischen 500 Ω bis 3 kΩ gemessen. Bei großflächiger Berührung, bei dünner Haut (beispielsweise bei Säuglingen) und bei kürzeren Wegen kann dieser Wert geringer ausfallen. Vor allem feuchte bzw. nasse Haut (zum Beispiel durch Seifenwasser oder Schweiß) bewirkt einen massiven Abfall des Hautwiderstandes. Wird der Gesamtkörperwiderstand mit einem Multimeter und bei kleiner Messspannung gemessen, werden sehr hohe Werte von oft über 1 MΩ angezeigt. Dieser ist allerdings stark abhängig von der angelegten Spannung, der Frequenz, der Berührungsfläche sowie der Feuchtigkeit und kann daher als Varistor betrachtet werden. Bei der Berührung mit hohen Spannungen kommt es zum Durchschlag durch die Haut, sodass nur noch der Körperwiderstand alleine gilt. Zusätzlich bewirkt ein höherer Widerstand der Haut sowie eine längere Kontaktzeit gemäß dem Stromwärmegesetz unterschiedlich starke Verbrennungen der Haut. In einschlägiger Literatur geht man von einem Körperwiderstand von 1 kΩ bis 2,4 kΩ aus. Im Defibrillator, der eingesetzt wird, um Leben zu erhalten, beträgt die Spannung bis 750 Volt und liegt zwischen 1 und 20 ms an. Der Übergangswiderstand von den Elektroden zum Körper wird absichtlich besonders klein gemacht. Die Stromstärke erreicht dann bei einem angenommenen durchschnittlichen Körperwiderstand von 500 Ω bis zu etwa 1,5 A.

### Einwirkdauer
Stromschläge führen zu Schäden, die von ihrer Dauer abhängen. So führen elektrostatische Entladungen (Spannungen bis über 15 Kilovolt) trotz ihrer hohen Stromstärke von einigen Ampere in der Regel nur zu Schreckreaktionen oder Folgeunfällen, da deren Entladungsdauer nur unterhalb einer Mikrosekunde liegt. Beim Weidezaungerät (Impulse von einigen Kilovolt) nutzt man dies aus, um Tiere fernzuhalten, ohne ihnen Schaden zuzufügen. In beiden Fällen kommt es bereits zu Muskelkontraktionen, die jedoch noch nicht zu dramatischen unkoordinierten Bewegungen führen. Schreckreaktionen können dabei jedoch zu Folgeunfällen führen. Die Beziehung zwischen Stromstärke und Einwirkdauer verläuft nicht linear und lässt sich auch nicht mit einfachen Mitteln wie Energie- oder Ladungsbegrenzung darstellen wie es früher üblich war. Außerdem hängt die Beziehung stark vom Stromweg und von der Konstitution, dem Alter und dem Gesundheitszustand der betroffenen Person ab welche vom Strom durchflossen wird. So kann ein gesunder Mensch theoretisch bis zu 100 A überleben welche von Hand zu Hand fließen, wenn die Durchströmung nicht länger als zwei Mikrosekunden dauert, während bei kontinuierlichem Gleichstrom oder sinusförmigen Wechselstrom bereits Bruchteile eines Amperes ausreichen wenn die Körperdurchströmung einige Millisekunden dauert.
Impulsartige Körperdurchströmungen mit Gleich- oder Wechselstrom unterscheiden sich in ihrer Wirkung bis zu einer zeitlichen Grenze von etwa 10 ms kaum voneinander.
Übersteigt die Einwirkdauer etwa 100 Millisekunden, sinkt die Grenzstromstärke zum Herzkammerflimmern (Todesgefahr), die von 20 ms bis dahin knapp 500 mA beträgt, stark ab, bis sie ab etwa 1 s Einwirkdauer etwa 40 mA beträgt. Dementsprechend lösen die zur Vermeidung von Stromschlägen eingesetzten Fehlerstrom-Schutzschalter bei einem Fehlerstrom von 30 mA innerhalb von 100 ms aus. Bei größeren Fehlerströmen ist die Auslösezeit geringer und liegt dann unter 20 ms – ein Wert, der auch beim Berühren eines Netzspannung führenden Leiters durch eine mit der Erde verbundene Person noch Schutz bietet. Fehlerstrom-Schutzschalter bieten nur Schutz bei Ableitströmen gegen Erde.

## Häufigkeit

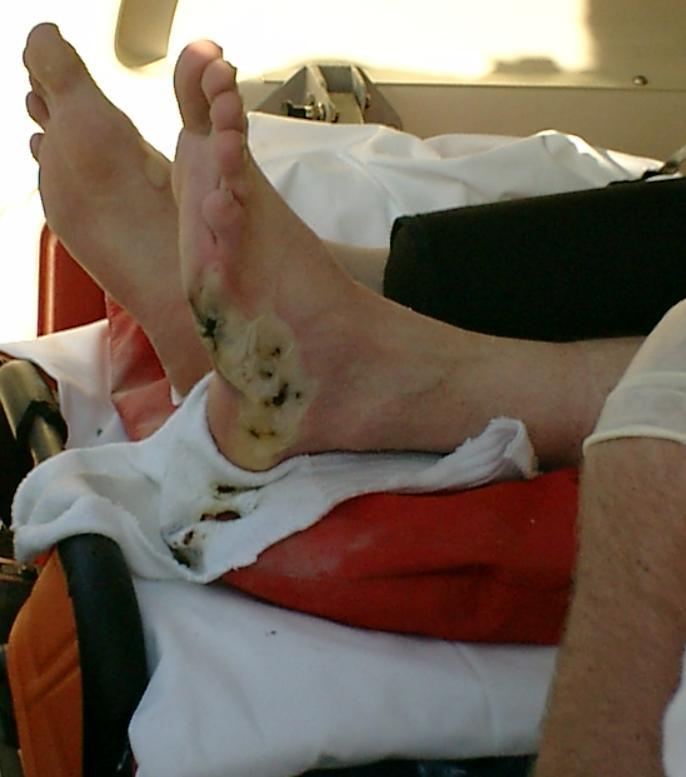
Verbrennungen durch Stromunfall

In Deutschland sterben jährlich zwischen 36 und 100 Personen (Beobachtungszeitraum 2000–2015) an den Folgen von Elektrounfällen, wobei ca. 90 % durch Niederspannung und 10 % durch Hochspannung verursacht werden. Etwa 30 % der Hoch- und 3 % der Niederspannungsunfälle führen zum Tod.
Das Institut zur Erforschung elektrischer Unfälle (BG ETF) bei der Berufsgenossenschaft Energie Textil Elektro Medienerzeugnisse (BG ETEM) in Köln sammelt seit Jahrzehnten statistische Daten zu Elektrounfällen in Deutschland, die aufgrund der großen Datenmengen auch Aussagen über die Todeshäufigkeit zulassen.
| Stromweg                                                           | Unfälle gesamt | davon tödlich | rel. Verteilung | rel. Verteilung | Letalität |
| Stromweg                                                           | Unfälle gesamt | davon tödlich | insgesamt       | tödlich         | Letalität |
| ------------------------------------------------------------------ | -------------- | ------------- | --------------- | --------------- | --------- |
| Hand-Hand                                                          | 2891           | 82            | 77,3 %          | 48,5 %          | 2,84 %    |
| Hand-Fuß                                                           | 349            | 19            | 9,2 %           | 11,2 %          | 5,44 %    |
| Hand-Füße, Hände-Fuß                                               | 294            | 18            | 7,7 %           | 10,7 %          | 6,12 %    |
| Hände-Füße                                                         | 106            | 20            | 2,8 %           | 11,8 %          | 18,67 %   |
| verkürzte Stromwege Oberkörper (wie Hand-Brust, oder Brust-Rücken) | 108            | 30            | 3,0 %           | 17,8 %          | 27,78 %   |
| insgesamt                                                          | 3748           | 169           | 100 %           | 100 %           | 4,51 %    |

Basis für die Auswertung waren die am Institut zur Erforschung elektrischer Unfälle der BGFE (ab 2008: BG ETF) in den Jahren 1969 bis 1996 gemeldeten Arbeitsunfälle durch elektrischen Strom. Die Daten in der Tabelle umfassen nur Stromunfälle im Niederspannungsbereich von 130 Volt bis 400 Volt mit 50 Hertz Wechselspannung, bei denen von einer minimalen Durchströmungsdauer von 300 Millisekunden ausgegangen werden kann.
Aus Tierversuchen mit Schweinen wurden von einer Forschergruppe um J. Jacobson Wahrscheinlichkeiten des Eintretens von Herzkammerflimmern ermittelt. Ziel war die Ermittlung von Vergleichsfaktoren, um die gemessenen Daten auf den Menschen übertragen zu können. Folgende Versuchsbedingungen bestanden:
- Wechselstrom mit 50 Hertz
- Einwirkdauer 75 % der Herzpuls-Periodendauer
- Längsdurchströmung (rechtes Ohr zur linken Kniefalte)
- Körpermasse der Schweine 15 kg bis 25 kg

| Flimmerwahrscheinlichkeit | 1 %  | 5 %  | 50 % | 95 % |
| Strom-Effektivwert in A   | 0,63 | 0,79 | 1,50 | 2,80 |

Zur Übertragung dieser Stromwerte auf die Verhältnisse beim Menschen (rechter Arm zum linken Fuß) wurde ein Korrekturfaktor von 2,8 ermittelt. Das heißt, die Effektivwerte für den Strom in der Tabelle müssen mit 2,8 multipliziert werden. Konservativ (mit einem Sicherheitsfaktor) wird dieser Korrekturfaktor nur mit 1,5 angenommen.
In der Schweiz ist der Stromschlag an Freileitungen für Störche, Uhus und andere große Vögel die häufigste nicht natürliche Todesursache.

## Gefahrenquellen

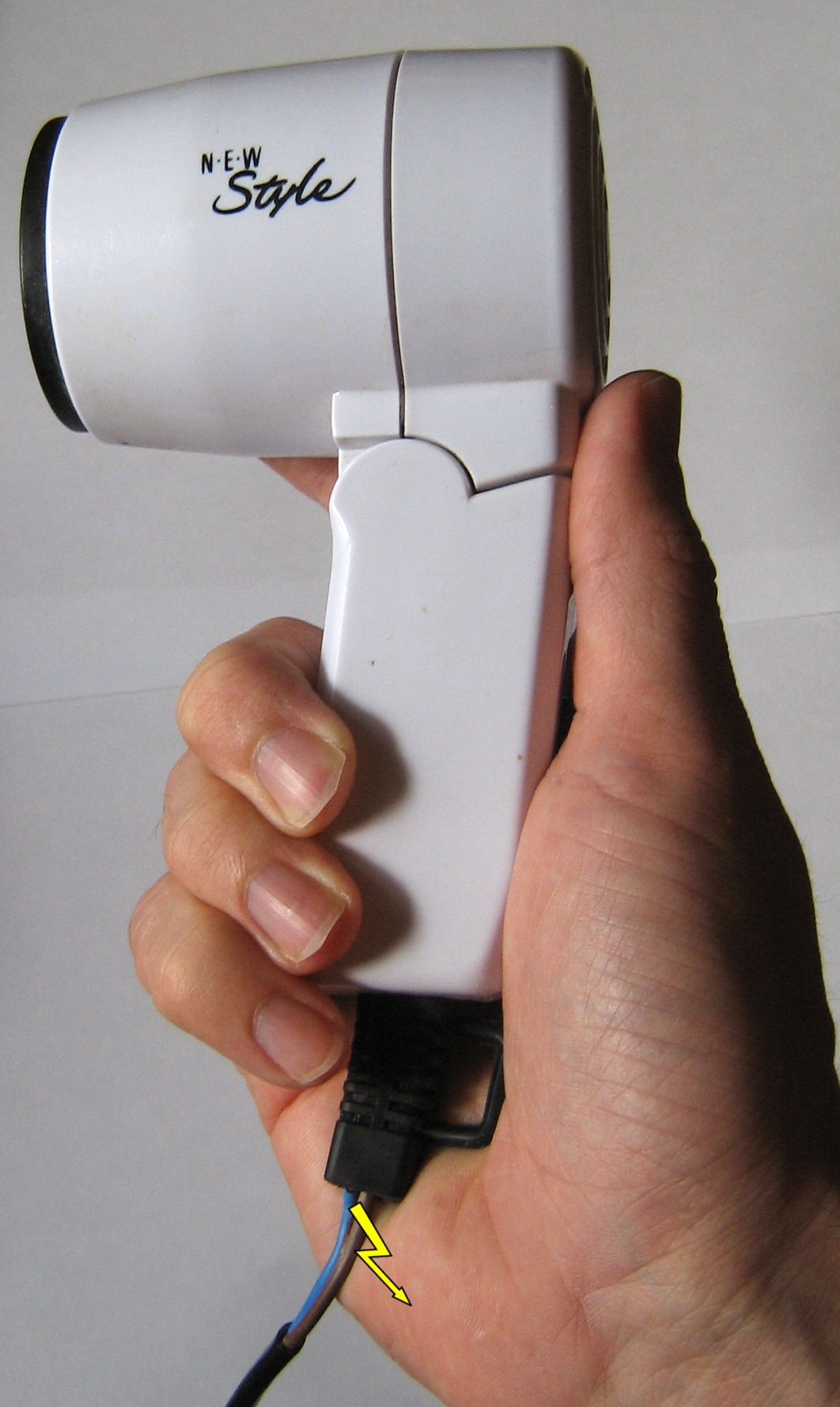
Gefahrenquelle defektes Netzkabel: der Mantel ist beschädigt, die Schutzisolierung ist daher nicht mehr gegeben

Verbreitete Ursachen für einen elektrischen Schlag sind:
- defekte elektrische Geräte bzw. elektrische Leitungen und menschliche Fehler im Umgang damit (zum Beispiel Unachtsamkeit oder Fahrlässigkeit)
- Herabhängende spannungsführende Überland- und Freileitungen durch Beschädigungen des Masts durch Unwetter und Sturm
- Berührung von Überland- und Freileitungen (mit Gegenständen) (z. B. mit Drachen)
- Annäherung an Hochspannungsleitungen (kann bereits zum (lebensgefährlichen) Spannungsüberschlag führen)
- Nichteinhalten von Sicherheitsabständen
- Kontakt mit unter Spannung stehenden überfluteten Bereichen
- Blitzschlag
- unfachmännischer Eingriff in die bestehende Elektroinstallation
- Brände in Hochspannungsanlagen (auch elektrischen Bahnen), die mit ungeeigneten Löschmitteln bekämpft werden
- Unfälle an elektrisch betriebenen Anlagen oder Geräten
- falsche Absprachen über das Freischalten von Anlagen und Leitungen
- Leckstrom durch fehlende Erdung bzw. fehlendes Kurzschließen einer abgeschalteten Leitung
- Kontakt mit einer Elektroschockpistole (Taser, wobei die Gefährlichkeit umstritten ist)
- vermeintlich spannungsfreie Bauteile durch Netzfreischalter

## Spezielle Organschäden
Die Folgen des Elektrounfalls sind auch abhängig von der elektrischen Leitfähigkeit der einzelnen Gewebe bzw. Organe, die mit der Höhe des Elektrolytgehaltes steigt.
Je geringer der elektrische Widerstand desto mehr Strom fließt durch die betroffene Region. Somit sind die unterschiedlichen elektrischen Widerstände der einzelnen Gewebe im menschlichen Körper maßgeblich für den Weg, den der Großteil des elektrischen Stromes nimmt, verantwortlich. Den niedrigsten Widerstand weist das Nervengewebe und Blut auf, gefolgt von Blutgefäßen, Schleimhäuten und Muskelgewebe. In aufsteigender Reihe folgen Haut, Sehnen, Fettgewebe und Knochen, die einen deutlich höheren elektrischen Widerstand besitzen. Dementsprechend werden bei Gleichstrom und niederfrequenten Strömen Nervengewebe sowie blutende bzw. von Blut gut durchströmte Gewebe und Muskelgewebe höchstwahrscheinlich am meisten vom Strom durchflossen. Trotzdem ist ein höherer Widerstand wie Haut nur bedingt ein besserer Schutz, denn sobald dieser von Strom durchflossen wird, kommt es zur Umwandlung von elektrischer Energie in Wärme, wodurch Verbrennungen entstehen und Gewebe vernichtet werden. Auch kleinere Körperteile wie Finger und Hände oder kleine Flächen können bei zu wenig Ableitung des Stroms schneller irreversibel zerstört werden.
Ausmaß und Schwere der Folge eines Stromunfalls lassen sich aber nicht allein aus den Schäden an der Körperoberfläche (wie der Haut) ableiten.
Vor allem bei Unfällen mit Starkstrom werden häufig periphere Nerven geschädigt, in einigen Fällen auch zeitverschoben. Da im Niederspannungsbereich meist der Stromfluss über die Hände und Arme zustande kommt, sind hauptsächlich Nervus medianus, Nervus ulnaris und Nervus radialis von Schäden betroffen, wobei oft eine Remission eintritt.
Die folgende Tabelle gibt einen Überblick über die in Abhängigkeit von den beschriebenen Einflussfaktoren möglichen Folgen eines Elektrounfalls, die sowohl zeitgleich als auch zeitverzögert, einzeln oder kombiniert mit unterschiedlicher Wahrscheinlichkeit auftreten können, aber nicht müssen:
| von Strom durchflossene(s) bzw. betroffene(s) Körperteil(e) | u. a. mögliche(s) Symptom(e) |
| --- | --- |
| Körperzellen, Gewebe, Organe (allgemein) | Zellzerstörung, dabei Bildung von toxischen Eiweißzerfallprodukten die zur Nierenschädigung und Vergiftungserscheinungen führen können, Azidose, Überhitzung, Schädigungen oder Lyse bzw. erhöhte Permeabilität der Plasmamembran, (Funktions-)Störungen, Schädigung bis Vernichtung verschiedener Gewebe und Organe (Läsionen, Nekrosen), Veränderungen des Membranpotentials, Depolarisation, Verflüssigung des Gewebes, Veränderungen des Stoffwechsels, (innere) Blutungen, Schock, (multiples) Organ-Versagen, Koagulation, Denaturierungen, Dehydratation, Hypoxie, Karbonisation, Elektrolytstörung, Hyperkaliämie, Hypokalzämie, Ionenverschiebung, Störung der Reizbildung und Reizleitung |
| Haut, Muskeln, aber auch alle anderen Gewebe | leichte bis schwerste (äußere und innere) Brandverletzungen (Grad 1-4, Verbrennungskrankheit) unter anderem an den Ein- und Austrittsstellen des Stroms (Strommarken), aber auch schwerste Muskelzerstörung (Myolyse) oder Zerstörung anderer Gewebe durch innere Verbrennungen („Verkochungen“, Weichteilverletzungen), bei längerer Einwirkung einschließlich ganzer Organe oder des gesamten Körpers, Blasenbildung, Hautrötung, (Brand-)Wunden, Verfärbungen |
| Übergangsepithelgewebe, Schleimhaut | Aphten, Erosionen, Geschwüre |
| Muskulatur (allgemein, alle Typen) | Lähmung bzw. Verkrampfung der Skelettmuskulatur (einfache/phasische und tetanische Muskelkontraktionen, Muskelverkrampfungen), wodurch Muskelrisse, Sehnenrisse, Luxationen und Knochenbrüche entstehen können, sowie des Herzens und der Atemmuskulatur, Myoglobinämie, Kompartmentsyndrom, schwache bis starke Muskelschmerzen, aber auch Rhabdomyolyse, Muskelnekrosen, Muskelatrophie, Myoklonien |
| Herz | Herzrhythmusstörungen (können auch erst zeitlich verzögert Stunden nach dem Unfall auftreten) wie etwa Herzkammerflimmern, Vorhofflattern und Vorhofflimmern, Extrasystolen, aber auch Infarktsymptome, Bradykardie, Hypertonie, (Sinus-)Tachykardie (dadurch Blutdrucksteigerung), Kammerflattern, (polymorphe) Kammertachykardie, Torsade de pointes, elektromechanische Dissoziation, Hypotonie, AV-Block (Wenckebachperiodik), vorübergehende oder auch andauernde Asystolie (Herzstillstand) sowie (bleibende) Herzmuskelschäden (Myokardschädigungen) bis hin zu einer (beginnenden) Herzinsuffizienz (akut oder verzögert), in Einzelfällen Ischämie mit CK-Anstieg und Perikarderguss, auch Troponin-Anstieg, Schenkelblöcke (intraventrikulären Ausbreitungsstörungen), Synkope, koronarer Vasospasmus (Koronarspasmen), intrakoronare Thromben, Bradykardie, Herzinfarkt und Herzwandaneurysma |
| periphere Nerven | Parästhesien (u. a. des Nervenstamms), Sensibilitätsstörungen, reversibler und irreversibler Verlust bzw. Lähmungen (Paralyse) der sensorischen, motorischen und reflektorischen Funktion, Paresen, Störungen des autonomen Nervensystems, Schmerzen |
| Rückenmark | mehr oder weniger vollständiges Querschnittssyndrom, aber auch möglicherweise eine amyotrophische Lateralsklerose, Wirbelsäulentrauma, spastische Paresen, progrediente Ausfälle durch adhäsive Arachnoiditis, Muskelatrophien |
| Gehirn | Bewusstlosigkeit (Koma), Bewusstseinsstörung (Benommenheit, Bewusstseinstrübung) Vigilanzstörung, Unruhe, Gedächtnisstörungen, Denkstörung, Krampfanfälle wie tonisch klonische Krämpfe, Paresen, Dys-Parästhesien, Hirnödem (dadurch z. B.: Erhöhung des intrakraniellen Drucks), Verwirrtheit, Schwindel, Kopfschmerzen, Übelkeit, Amnesie, Aphasie, vegetative Dystonie, Opisthotonus, Wurzelsyndrom bzw. bei (zu) hoher Wärmeeinwirkung auch Dauerschäden wie etwa eine zerebrale Läsion (z. B. Hemiplegie, Paraplegie, Tetraparese, Parkinson-Syndrom oder Epilepsie / epileptiformer Anfall), Störungen der Atemregulation, Lähmungen bzw. Tod durch zentrale Lähmung des Atemzentrums (Apnoe), Hirnnervenausfälle, akuter Hirntod, Veraschen und Verkochen des Gewebes, Hirnnekrose, zerebrale venöse Thromben, Hirnblutungen (wie etwa um den 3. Ventrikel, am Boden des 4. Ventrikels und an der Rinden-Mark-Grenze), extrapyramidale Funktionsstörung, zerebrale Funktionsstörung, neurologische Herdsymptome (durch Narbenbildung), (schwere) neurologische Ausfälle dadurch Zyanose, Hyperhidrose, Hypertension, Tremor, Veränderung des Hirnstoffwechsels, dauerhafte Schäden, Kleinhirnatrophie |
| Hirnhäute | durch thermische Wirkung: Entwicklung von aseptischer Meningitis, Arachnoiditis |
| Schädelkalotte | durch Erhitzen des Gewebes und starken Anstieg des Drucks: Sprengung |
| Blut | Gasbildung durch die Elektrolyse des Blutes, erhöhte LDH Werte |
| Blutgefäße | Spasmen, Thrombosen, Aneurysma, Gefäßrupturen, Gefäßnekrosen (von Intima und Media), Hämorrhagien, Embolie (Fettembolie), bei Koronararterien Koronarspasmen mit Myokardischämien („Angina pectoris electrica“), bei höheren Temperaturen Koagulation mit Thrombenbildung, venöse Hyperämie, |
| Bereich Thorax und Lunge | direkte Schädigung der Lunge, Pneumothorax, Ateminsuffizienz (Dyspnoe) durch Tetanie der Zwerchfell, Zwischenrippen- und Atemhilfsmuskulatur bis hin zum Atemstillstand, periphere Atemlähmung, Hypoventilation, Dysfunktion der Thoraxwand, exsudativer Pleuraerguss |
| Regionen oberhalb der Schlüsselbeine bzw. in der Nähe oder Bereich der Augen | Katarakt (Cataracta electrica, auch verzögert), Kornealäsion, Retinopathie (mit Ödem), Retinaläsion, Stauungspapille, Skotom, Keratoconjunctivitis photoelectrica, Schädigung des Sehnervs, optische Neuropathie, Sehstörungen, Pigmentverschiebungen, weite, lichtstarren Pupillen (autonome Dysfunktion), Makulaödem, Netzhautablösung, Uveitis, Augenthrombose, vorübergehende oder dauerhafte Erblindung, chorioretinale Atrophie, Papillenödem, Hämorrhagie, Makulaläsion |
| Gehör und Gleichgewichtssystem | Innenohrschäden, Trommelfellperforation, Verbrennungen (der Gehörgangshaut), transitorische Fazialislähmung, Läsionen, Schwindel, Ruptur der Reissner-Membran, Blutungen mit nachfolgender Ausbildung eines Hämatoms, Frakturen des Felsenbeins, Schädigung des Hör-Gleichgewichtsnervs, Hörstörungen (Tinnitus) |
| Bereich Abdomen Speiseröhre, Magen, Darm | Nekrosen, Schädigung der intraabdominellen Hohlorgane (Perforation), Übelkeit, Erbrechen, paralytischer Ileus, Darmmotilität |
| Nieren | akute tubuläre Nekrose, Nierenversagen (z. B. durch Myoglobinurie, Hämoglobinurie, Eiweißgifte, renales „Crush-Syndrom“, oder bei parenchymatöser Schädigung), Hypovolämie |
| Indirekte Wirkung: z. B. Knall oder Druckwelle (z. B. bei Gewitter) kann u. a. innere Blutungen, Hörsturz und Tinnitus, grelle Lichtbögen können Netzhautschädigungen verursachen, zusätzlich Gefahr durch Sekundärunfälle, wie z. B. durch Erschrecken herbeigeführten Sturz, der bei Aufprall des Kopfes an harte Gegenstände zu einem Schädeltrauma führen kann Spätfolgen: physische Folgeschäden wie periphere Nervenläsionen, die bis zu 3 Jahre nach dem Unfall auftreten können, sowie Sensibilitätsstörung und (Poly-)Neuropathien (bei Blitzschlag), aber auch psychische wie Schlafstörungen, posttraumatische Stresssituation, Depressionen, Psychosen, Angstattacken, aber auch Motoneuronerkrankungen (motorische Systemdegeneration), tonische Rückenmarksanfälle, extrapyrimidale Bewegungsstörungen, Atrophie der Seiten- und des Rückenmarks | |

## Maßnahmen

### Maßnahmen am Unfallort
Generell ist das Schema der Rettungskette der Ersten Hilfe auch hier zu beachten und bei Hilfeleistungen unbedingt auf Eigenschutz zu achten und Außenstehende sind zu warnen, damit keine stromführenden Teile berührt werden bzw. bei Hochspannung ein ausreichender Sicherheitsabstand besteht (Absperrungen einrichten). Zusätzlich stellen überflutete Bereiche eine weitere Gefahr dar – dies sollte sowohl von den Hausbewohnern als auch von den Einsatzkräften vor Ort in jedem Fall berücksichtigt werden. Hierbei ist unter anderem wichtig:

#### Hochspannungsbereich
Im Unterschied zur Niederspannung, die einen direkten Kontakt mit den beteiligten Stromleitungen für den Stromfluss erfordert, sind bei nicht isolierten hochspannungsführenden Anlagenteilen wie Freileitungen oder Oberleitungen bei der kontaktlosen Annäherung Spannungsüberschläge mit der Bildung von lebensgefährlichen Lichtbögen möglich. Der Lichtbogen führt, durch die hohe Momentanleistung, neben der starken Lichtwirkung und lautem Knall zu einem schlagartigen Verdampfen von metallischem Kontaktmaterial, welches in der Umgebung zu Bränden und an ungeschützter Haut zu Verbrennungen führen kann. Auch an der Isolation beschädigte Hochspannungskabel stellen eine Gefahr dar, da Spannungsdurchschläge auftreten können. Aus diesem Grund ist bei allen Arbeiten im potentiellen Wirkungsbereich eines Lichtbogens entsprechende feuerfeste Schutzkleidung mit Gesichtsschutz wie einem Visier zu tragen.
| Un bis … | Abstand für elektrotechnisch | Abstand für elektrotechnisch |
| Un bis … | unterwiesene Personen        | Laien                        |
| -------- | ---------------------------- | ---------------------------- |
| 1 kV     | 0,5 m                        | 1 m                          |
| 30 kV    | 1,5 m                        | 3 m                          |
| 110 kV   | 2 m                          | 3 m                          |
| 220 kV   | 3 m                          | 4 m                          |
| 380 kV   | 4 m                          | 5 m                          |
| 500 kV   |                              | 8 m                          |
| 750 kV   |                              | 11 m                         |
| 1000 kV  |                              | 14 m                         |

Zur Rettung ist zuerst die Spannungsfreiheit der Anlage sicherzustellen. Anlagen und Geräte müssen zunächst spannungsfrei geschaltet und anschließend zusätzlich mittels Erdungsstange geerdet bzw. mittels Kurzschließer kurzgeschlossen werden, um sowohl Teilspannungen abzuleiten als auch zu verhindern, dass ausgeschaltete Leitungen zum Beispiel durch induktive oder kapazitive Kopplung benachbarter in Betrieb befindlicher Drähte unter Spannung bleiben. Dabei ist zu beachten, dass manche energietechnische Anlagen mit automatischer Wiedereinschaltung nach kurzer Unterbrechung durch den Unfall automatisch wieder aktiviert werden. Hierbei ist in der Reihenfolge nach den Fünf Sicherheitsregeln vorzugehen.
Bei Anlagen, deren Spannungsfreiheit nicht sicher feststeht, ist ein von der Spannungsebene abhängiger Sicherheitsabstand, der mit zunehmender Spannung steigt, einzuhalten. Zusätzlich müssen noch Umgebungsfaktoren, wie etwa Wetterbedingungen oder Ionisierung von Luft einkalkuliert werden. Übliche Sicherheitsabstände für Personen, welche von Feuerwehren eingehalten werden, sind in der nebenstehenden Tabelle angegeben.
Für das Löschen von allfälligen Bränden bei spannungsführenden Anlagen gibt es eigene Sicherheitsabstände, die bei unter Spannung stehenden oder noch nicht kurzgeschlossenen Anlagen einzuhalten sind. Sie hängen ebenfalls von der Spannung, aber auch von dem verwendeten Löschmittel ab. Wird Wasser eingesetzt, so gelten bei Sprühstrahl obige Abstände, bei Vollstrahl vergrößert sich die Distanz auf 6 Meter bei bis zu 110 kV, 7 Meter bei bis zu 220 kV und 8 Meter bei bis zu 400 kV.
Eine weitere Gefahrenquelle für die Retter ist die Schrittspannung, die auftritt, wenn ein spannungsführendes Leiterseil den Boden berührt und Strom in das Erdreich fließt.

#### Niederspannungsbereich
Zur Rettung sollten freiliegende, spannungsführende Leitungen mit Hilfe von trockenen und sauberen, nichtleitenden Gegenständen (z. B. langer und dicker Besenstiel aus Kunststoff) vom Verletzten entfernt werden, gegebenenfalls den Verletzten mit ausreichend elektrisch isolierenden Hilfsmittel wie Sicherheitshandschuhen für Elektriker aus dem Unfallbereich bringen oder wegziehen.
Auch im Niederspannungsbereich sind notwendige Sicherheitsabstände bei Löscharbeiten unter Spannung einzuhalten: Bei Sprühstrahl beträgt der Abstand einen Meter, bei Vollstrahl fünf Meter. Beim Löschen mit tragbaren Feuerlöschern muss bei Sprühstrahl ein Meter, bei Vollstrahl nur drei Meter Abstand gehalten werden.[71]
Bei bewusstlosen Patienten ist nach dem Abschalten der Stromversorgung und (je nach länderspezifischen Sicherheitsregeln) dem eventuell zusätzlichen Kurzschließen der Anlage, die Sicherstellung von Atmung und Herz-Kreislauffunktion vorrangig. Gegebenenfalls ist die sofortige Herz-Lungen-Wiederbelebung einzuleiten. Geschultes Rettungspersonal führt bei Kammerflimmern eine Defibrillation durch. Falls verfügbar, kommt ein öffentlich zugänglicher Laiendefibrillator zur Anwendung.
Bei ansprechbaren Patienten sind Brandverletzungen nur initial, unter Erhalt der Normothermie (normale Körpertemperatur), zu kühlen und mit einer keimarmen, nicht flusenden Wundauflage abzudecken. Wird Wasser zur Kühlung allfälliger Verbrennungen eingesetzt, sollte dieses daher Raumtemperatur, aber keinesfalls eine Temperatur unter 15 °C haben oder gar eisförmig sein, da es dabei einerseits zu einer Unterkühlung, andererseits aber auch paradoxerweise zu Gewebeschäden kommen kann. Der Patient sollte auch bei völligem Wohlbefinden bis zum Ausschluss einer Herzschädigung nicht unbeaufsichtigt bleiben. Erforderlich ist hierzu immer ein 12-Kanal-Elektrokardiogramm. Daher erfolgt in der Regel durch den alarmierten Rettungsdienst ein Transport in die Notaufnahme eines Krankenhauses. Falls Veränderungen im Elektrokardiogramm nachweisbar sind, ein Hochspannungsunfall vorlag oder besondere Risikofaktoren bestehen, wird dort eine mehrstündige Beobachtung mit EKG-Monitoring durchgeführt.
Die weiteren Maßnahmen richten sich nach der Schwere der Verbrennungen. Durch die Wärmewirkung des elektrischen Stromes kommt es zum Flüssigkeitsverlust im Körper. Ebenso kann die Verkohlung des betroffenen Gewebes (Nekrose) zur Entstehung von Giftstoffen führen. Die Gefahr einer Sepsis mit Todesfolge droht durch bakterielle Infektion der geschädigten Organe. Um eine Schädigung der Nieren zu mindern, ist es notwendig, den Flüssigkeitsverlust durch intravenöse Volumengabe, zum Beispiel Natriumchlorid-Infusionslösung, auszugleichen.

### Diagnostik und Überwachung
Anamnese
Folgende Punkte sollten abgeklärt werden:
- körperliche Beschwerden zum Ereigniszeitpunkt oder im Verlauf?
- Thoraxschmerzen, Palpitationen, Luftnot?
- Bewusstlosigkeit, Erinnerungslücken, Missempfindungen, Schwindel?
- Begleitverletzungen (indirekte Folgen)?

Untersuchungen
- körperliche Untersuchung mit Basisuntersuchung von Herz, Lunge, Bauchbereich, im Speziellen Suche nach Strommarken
- Labor: großes Blutbild: Bestimmung von Nieren- und Leberwerten (z. B. Kreatinin, GOT, GGT, GPT, AP, Cholinesterase), Harnstoff, Hämoglobin, Hämatokrit, Leukozyten, Thrombozyten, Quick-Wert, Muskel- und Herznekrosemarker (Troponin, Kreatinkinase), CK, CK-MB, Myoglobin, Haptoglobin, Elektrolyten, AST, Alanin-Aminotransferase, Bilirubin, Albumin, Amylase und Lipase, Laktat, LDH, Aldolase, bei Verbrennungen zusätzlich Blutgase inklusive Carboxyhämoglobin und Gerinnungswerte (aPTT, Fibrinogen, AT III)[134][135][136]
- Urinuntersuchung: Myoglobin im Harn?, Bestimmung der Stundendiurese, Färbung
- 12-Kanal-EKG
- Überwachung der renalen Ausscheidung
- MRT für Diagnose bezüglich Schäden an Muskeln und Geweben
- Messung der Nervenleitgeschwindigkeit zur Feststellung möglicher Nervenschädigungen
- Angiographie z. B.: bei Störungen der Durchblutung[137]

Überwachung
Hochspannungsunfälle sind immer stationär intensivmedizinisch überwachungspflichtig. Hier liegen meist auch relevante Begleitverletzungen wie Verbrennungen vor. Bei Niederspannungsunfällen ist eine Monitor-Überwachung erforderlich, wenn der Verunfallte zeitweise bewusstlos war, Arrhythmien am Unfallort oder auf dem Transport beobachtet wurden oder ein auffälliges 12-Kanal-EKG vorliegt. Eine stationäre Überwachung ist nur dann erforderlich, wenn Anamnese, körperliche Untersuchung oder Labordiagnostik krankhafte Veränderungen ergeben, eine Spannung über 500 V ursächlich war oder schwere Grunderkrankungen des Herz-Kreislauf-Systems bestehen.

## Geschichte

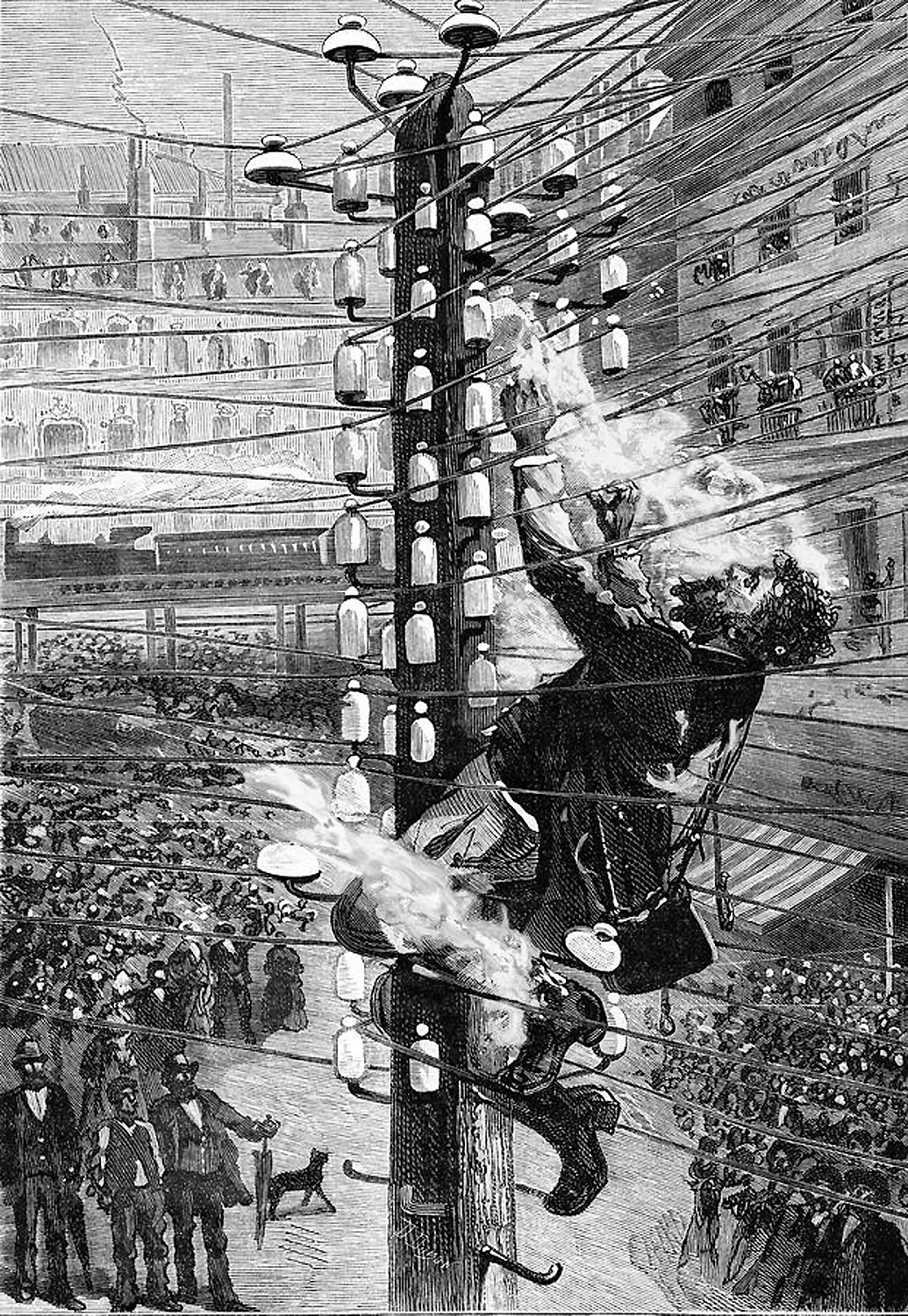
Illustration eines tragischen Stromunfalls eines Leitungsmonteurs in New York City im Oktober 1889

- 1746 erlitt in den Niederlanden der Laborant von Pieter van Musschenbroek, Andreas Cuneus, bei der Arbeit mit Leidener Flaschen, den weltweit ersten dokumentierten nicht-tödlichen schweren Stromunfall durch vom Menschen erzeugte Elektrizität.[140]
- 1879 wurde der weltweit erste tödliche Stromunfall durch vom Menschen erzeugte Elektrizität dokumentiert, als ein Bühnenarbeiter in Lyon, Frankreich, eine 250-Volt-Leitung berührte.[141][142]
- Als erster schriftlich dokumentierter Stromunfall in Deutschland wird in den BGV ein Ereignis vom 4. November 1879 im Reichstagsgebäude zu Berlin gesehen, bei dem ein Angestellter, der die Funktion der Lampen einem Kreis anwesender Personen demonstrieren wollte, in den Stromkreis geriet.[143] Er berührte dabei die beiden unter Spannung stehenden Kontakte im Lampensockel und fiel zu Boden. Eine der anwesenden Personen machte den Vorschlag, den schädlichen Strom, welcher sich quasi noch im Verunfallten befinden sollte, in die Erde abzuleiten. Dazu wurde der Verunfallte in den Garten getragen und seine Hände in die Erde gesteckt. Der Elektrisierte lag dort, bis er sich erholt hatte.[144]

Die damals in der Akutsituation angewandte „Heilungsmethode“ ist aus dem allgemeinen Unverständnis der Zusammenhänge zu erklären und stellt keine passende Reaktion dar. Erst später wurden die Vorgänge bei Elektrounfällen wissenschaftlich untersucht, beispielsweise durch den österreichisch-britischen Mediziner Stefan Jellinek, der dafür den weltweit ersten Lehrstuhl für Elektropathologie in Wien erhielt.

## Normen
- DIN IEC/TS 60479-1 (VDE V 0140-479-1):2007-05 Wirkungen des elektrischen Stromes auf Menschen und Nutztiere – Teil 1: Allgemeine Aspekte
- DIN V VDE V 0140-479-4 (VDE V 0140-479-4):2005-10 Wirkungen des elektrischen Stromes auf Menschen und Nutztiere – Teil 1: Wirkungen von Blitzschlägen auf Menschen und Tiere
- DIN EN 61140 (VDE 0140-1):2007-03 Schutz gegen elektrischen Schlag – Gemeinsame Anforderungen für Anlagen und Betriebsmittel
- DIN VDE 0100-410:2007-06; Errichten von Niederspannungsanlagen – Teil 4-41: Schutzmaßnahmen; Schutz gegen elektrischen Schlag
- DIN VDE 0100-540:2012-06; Errichten von Niederspannungsanlagen – Teil 5-54: Auswahl und Errichtung elektrischer Betriebsmittel – Erdungsanlagen, Schutzleiter und Schutzpotentialausgleichsleiter